# 辛東彬
辛東彬（： Shin Dong-bin），日本名重光昭夫（日语：／ Shigemitsu Akio，1955年2月14日—），是日本出生的韩国企業家。

## 生平
畢業於青山學院大學，後於美國哥倫比亞大學取得研究學位。曾经担任乐天集团的副会长和韩国乐天的会长（2011年2月-）和千葉羅德海洋的團主代理（1991年-）。2015年11月，乐天在免税店经营权审查中落选。2016年3月，辛东彬先后与青瓦台经济首席秘书安钟范和前总统朴槿惠会晤，追加向朴槿惠亲信崔顺实控制的K体育基金会提供70亿韩元支援。同年12月，乐天获得免税店经营权。2017年10月31日 ，據韓國KBS新聞網報導，韓國檢方以涉嫌贿赂前总统朴槿惠和违反《特定经济犯罪加重处罚法》上有关贪污公款的条款等罪名，對辛東彬求處十年有期徒刑，加上約一千億韓圜的高額罰款。2017年12月22日，辛东彬一審获刑1年8个月、缓刑2年。2018年10月，法院对辛东彬行贿案作出二审判决，辛东彬被判有期徒刑2年零6个月，缓刑4年，当庭释放。2019年10月17日，韩国大法院終審维持二審判決。2022年8月12日，辛東彬被特赦。

## 家庭
他是乐天集团的創始者辛格浩的次男，母亲是日本人竹森初子。日本乐天集团的会长重光宏之的弟弟和乐天百货辛英子的異母弟弟。

## 外部連結
- （页面存档备份，存于） [커버스토리] 일본인 아내·어머니 둔‘반쪽 한국인’ 뉴스메이커 649호